# Wizard (magazine)
Wizard est un magazine américain sur les comics qui a existé de juillet 1991 à janvier 2011.